# Lygia Clark

Lygia Clark

Lygia Clark (* 23. Oktober 1920 in Belo Horizonte, Minas Gerais; † 25. April 1988 in Rio de Janeiro) war eine brasilianische Malerin, Bildhauerin und Installationskünstlerin. Sie gilt als eine Vorreiterin der brasilianischen interaktiven Kunst.

## Leben und beruflicher Werdegang
Lygia Clark wurde 1920 als Lygia Pimentel Lins in Belo Horizonte in eine aristokratische Familie hineingeboren.

### Beruflicher Werdegang
Clark entschied 1947, Künstlerin zu werden. Daher nahm sie ein Studium in Rio de Janeiro bei Roberto Burle Marx (1909–1994) und Zélia Salgado (1904–2009) auf. Von 1950 bis 1951 ging sie nach Paris, um bei Fernand Léger (1881–1955), Árpád Szenes (1897–1985) und Isaac Dobrinsky (1891–1973) ihre Kenntnisse zu vertiefen.
Clark war mit Hélio Oiticica ein bekanntes Gründungsmitglied der brasilianischen Künstlergruppe Neoconcretismo und gehörte 1959 zu den Unterzeichnern des manifesto neoconcreto (Neokonkretes Manifest). Die erste gemeinsame Ausstellung fand im März 1959 in Rio de Janeiro statt. Amilcar de Castro, Ferreira Gullar, Franz Weissman, Lygia Clark, Lygia Pape, Reynaldo Jardim und Theon Spanudis beteiligten sich an dieser Ausstellung. 
Nach dem Putsch 1964, auf den die Militärdiktatur folgte, ging Clark ins Exil und lebte von 1968 bis 1976 in Paris. Dort war sie von 1972 bis 1976 Professorin an der Sorbonne.
Die erste Phase ihrer künstlerischen Tätigkeit widmete Lygia Clark der Malerei und Bildhauerei. Clark’s frühe Werke sind unbunte monochrome Malereien in Schwarz, Weiss und Grau. Spätere geometrische Abstraktionen sind häufig auch farbig.
Ab 1963, mit dem Werk Caminhando/Gehend, orientierte sich Lygia Clark künstlerisch neu und begann zunächst interaktive Objekte und später interaktive Installationen zu entwickeln. Ihre Objeto Sensoriais versteht sie als „lebende Organismen“, die Form und Sinn erhalten, wenn der Körper des Betrachters mit ihnen in Beziehung tritt. Mit der Serie Bichos fordert Clark den Rezipienten heraus, schöpferisch tätig zu werden.

### Persönliches / Privates
Lygia Clark heiratete mit 18 Jahren einen wohlhabenden Mann. Zwischen 1941 und 1945 bekam sie 3 Kinder. Clark war befreundet mit dem marxistischen Kunstkritiker Mário Pedrosa (1900–1981).

## Künstlerische Bedeutung
Die außergewöhnliche Bedeutung von Lygia Clarks späten Werken liegt darin, dass sie die Einschränkung der Betrachtung von Kunst auf das Sehen überwindet und um Hören, Fühlen, Riechen, Tasten, sowie die Einbeziehung körperlicher Erfahrung durch verschiedene Körperhaltungen erweitert. Auch die Erfahrung einer Zeitspanne bezieht sie in ihre interaktiven Konzeptionen mit ein. So wird ihre Kunst zu einem subjektiven Erlebnis innerhalb der Anordnung eines Kontextes. Zum Ausdruck bringt sie diesen Anspruch unter anderem dadurch, dass sie ihre Kunstwerke „Angebote“ und die Betrachter „Teilnehmer“ nennt.
Clarks Werke nach 1963 werden erst durch Manipulationen sinnlich erfahrbar. Kunstmuseen, in denen das Anfassen von Kunstwerken traditionell nicht zugelassen ist, haben ihre Türen nicht immer für diese Art von experimentellem Werk geöffnet. So waren eine Zeitlang kaum neue Werke von Clark in musealen Ausstellungen vertreten. Posthum werden die späten Installationen der 1988 an einem Herzinfarkt verstorbenen Künstlerin Lygia Clark einem breiten Kunstpublikum zugänglich gemacht.

## Werke (Auswahl)

### Bichos / Kreaturen / Ungeziefer (ab 1959–1963)
Die ungefähr siebzig Werke der Serie Bichos bestehen aus handlichen, beweglichen Aluminiumscheiben, Dreiecken, Quadraten oder Kreissegmenten aus rostfreiem Stahl, Aluminium oder sind vergoldet. Verbunden sind die einzelnen Elemente durch Scharniere und dazu gedacht, vom Betrachter/Teilnehmer beliebig umgestaltet zu werden.

### Máscaras Sensoriais / sensuelle Masken (1967)
Diese Serie von Werkstücken besteht aus farbigen Hauben/Masken, in die Samen, Kräuter, aber auch Hindernisse, die das Sehen beeinträchtigen, oder Elemente, die Geräusche produzieren, eingenäht sind.

### A casa é o corpo / Das Haus ist der Körper (1968)
Das Haus ist der Körper ist eine begehbare Installation von Lygia Clark. „Durch einen Vorhang aus schwarzen, fest gespannten Gummibändern gelangt man in eine dunkle Kammer. Der Boden fühlt sich weich an. Man hat das Gefühl, dass er zu Wackeln beginnt. Durch einen zweiten Vorhang aus Gummibändern geht es weiter. Nun läuft man durch Luftballons. Danach ein Plastikzelt. Ein Gebläse geht an und nach einiger Zeit wieder aus. Sich duckend, kriechend führt der Weg in die nächste dunkle Kammer. Hier sind es kleine Plastikbälle, die auf dem Boden ausgebreitet sind. Durch einen letzten Vorhang, diesmal aus bunten Baumwollschnüren, tritt man hinaus – und sieht sich selbst, in einem verzerrten Spiegel.“

### Baba Antropofágica / kannibalistischer Speichel (1973)
Baba Antropofágica ist eine interaktive, von Lygia Clark konzipierte Performance, bei der Akteure aus ihren Mündern (wie Spinnen aus ihrem Körper) eingespeicheltes, farbiges Garn herausziehen und eine am Boden liegenden Person damit in einen dichten Kokon hüllen, den sie später gemeinsam wieder entfernen.

## Ausstellungen (Auswahl)
- 1968: Biennale di Venezia, Venedig
- 1999: The Experimental Exercise of Freedom, Museum of Contemporary Art, Los Angeles
- 1997: documenta X, Kassel[13]
- 1997: Lygia Clark, Fundació Tàpies Major, Barcelona (auf Tournee: Musée d’art contemporain de Marseille; Museu Serralves, Porto; Palais des Beaux-Arts de Bruxelles und dem Museu Imperial, Rio de Janeiro)
- 2005: Musée des Beaux-Arts de Nantes, Nantes[14]
- 2007: WACK! Art and the Feminist Revolution, Museum of Contemporary Art, Los Angeles, Los Angeles
- 2008: The Art of Participation: 1950 to Now, San Francisco Museum of Modern Art, San Francisco
- 2013: Brasiliana (Lygia Clark, Dias & Riedweg, Cildo Meireles, Maria Nepomuceno, Ernesto Neto, Hélio Oiticica/Neville D’Almeida, Henrique Oliveira, Tunga), Schirn Kunsthalle Frankfurt, Frankfurt am Main[15]
- 2014: Organic Places, Henry Moore Institute, Leeds
- 2014: The Abandonment of Art, Museum of Modern Art, New York Kuratoren: Connie Butler und Luis Pérez-Oramas[2]
- 2023: Inside other Spaces, Haus der Kunst, München
- 2024: Lygia Clark & Sonia Boyce, Whitechapel Art Gallery, London
- 2025: Lygia Clark. Retrospektive, Neue Nationalgalerie Berlin,[16] Kunsthaus Zürich

## Auszeichnungen und Ehrungen (Auswahl)
- 1958 und 1960 Guggenheim International Award[17]
- Anlässlich ihres 95. Geburtstages am 23. Oktober 2015 wurde Clark mit einem Google Doodle geehrt.[18]

## Dokumentationen
- 1984 Memory of the Body, von Eduardo Clark
- 1973 The World of Lygia Clark, with Anna Maria Maiolino